# IPhone 12
L’iPhone 12 et iPhone 12 Mini sont des smartphones, conçus et fabriqués par Apple Ils constituent la 14e génération d’iPhone, succédant à l’iPhone 11. Ils ont été dévoilés lors d’une keynote virtuelle à l’Apple Park à Cupertino en Californie, le 13 octobre 2020, en même temps que les modèles haut de gamme iPhone 12 Pro et iPhone 12 Pro Max ainsi que l’HomePod Mini. Les précommande pour l’iPhone 12 ont débuté le 16 octobre 2020 et le téléphone est sorti dans la plupart des pays le 23 octobre 2020, aux côtés de l’iPhone 12 Pro et l’iPad Air 4. Les précommande pour l’iPhone 12 mini ont commencé le 6 novembre 2020 et le téléphone est sorti le 13 novembre 2020 en même temps que l’iPhone 12 Pro Max.
Les principales nouveautés par rapport à l’iPhone 11 incluent un écran Super Retina XDR OLED par opposition à l’écran Liquid Retina LCD rétro-éclairé par LED avec IPS sur les iPhone 11 et XR, le support de la 5G, l’introduction du MagSafe, le système sur puce (SoC) Apple A14 Bionic et la prise en charge du Dolby Vision HDR 4K jusqu’à 30 ips,. Les iPhone 12 et 12 mini, tout comme les iPhone 12 Pro et 12 Pro Max, sont les premiers modèles d’iPhone à ne plus inclure un adaptateur secteur secteur ou des écouteurs EarPods comme les modèles précédents, cependant un câble USB-C vers Lightning est inclus. Ce changement a été appliqué rétroactivement à tous les autres modèles d’iPhone encore en vente comme les iPhone XR, iPhone 11 et l’iPhone SE de deuxième génération.

## Design
Il s'agit de la première refonte majeure depuis l'iPhone X. L'iPhone 12 et le 12 Mini ont une nouvelle conception présentant un châssis avec des bords plat semblable au design des iPhone 4 et iPhone 5, ainsi que ceux des iPad Pro depuis 2018, et de l’iPad Air de 4e génération, présenté un mois auparavant. La taille de l'encoche est similaire aux modèles précédents, malgré les spéculations sur une réduction de la largeur. Les bords de l'écran sont plus fins de 35 % par rapport aux modèles précédents. Ils sont dotés d'un verre trempé en céramique à l'avant, tandis que la coque arrière conserve le verre renforcé Dual-Ion Exchange de la génération précédente.
Ils sont disponibles en six couleurs : Noir, blanc, rouge, vert, bleu et mauve,.
| Color | Name        |
| ----- | ----------- |
|       | Noir        |
|       | Blanc       |
|       | Product Red |
|       | Vert        |
|       | Bleu        |
|       | Mauve       |

L'iPhone 12 Pro est disponible en quatre couleurs : Argent, Graphite, Or, et Bleu Pacifique. Le bleu pacifique est une nouvelle couleur qui remplace le vert minuit, tandis que la couleur Graphite est un changement de nom du gris sidéral.

## Fin de vie
Apple retire du site ses iPhone 12 et iPhone 12 Mini le 12 septembre 2023.
Concernant les gammes Pro (iPhone 12 Pro et iPhone 12 Pro Max), ils sont retirés du site d’Apple le 14 septembre 2021.

## Composition

### Écran
L'iPhone 12 dispose d'un écran de 6,1 pouces doté de la technologie OLED Super Retina XDR avec une définition de 2 532 × 1 170 pixels et une résolution d'environ 460 ppi. L'iPhone 12 Mini dispose d'un écran de 5,4 pouces avec la même technologie à une définition de 2 340 × 1 080 pixels et une résolution d'environ 476 ppi. Les deux téléphones ont une luminosité maximale de 1 200 cd/m2, équivalente à celle de l'iPhone 12 Pro. L'iPhone 12 Pro est doté d'un écran de 6,1 pouces et la variante plus grande de l'iPhone 12 Pro Max est dotée d'un écran de 6,7 pouces. Les deux modèles disposent de l'écran OLED Super Retina XDR avec des bords plus fins que les modèles précédents. L'iPhone 12 Pro Max possède le plus grand écran de tous les iPhone. Les quatre téléphones utilisent également un revêtement en verre-céramique amélioré appelé Ceramic Shield qui est codéveloppé avec l'entreprise Corning. Apple le décrit comme ayant « une performance de chute quatre fois supérieure et étant plus résistant que n'importe quel verre de smartphone ».

### Appareil photo

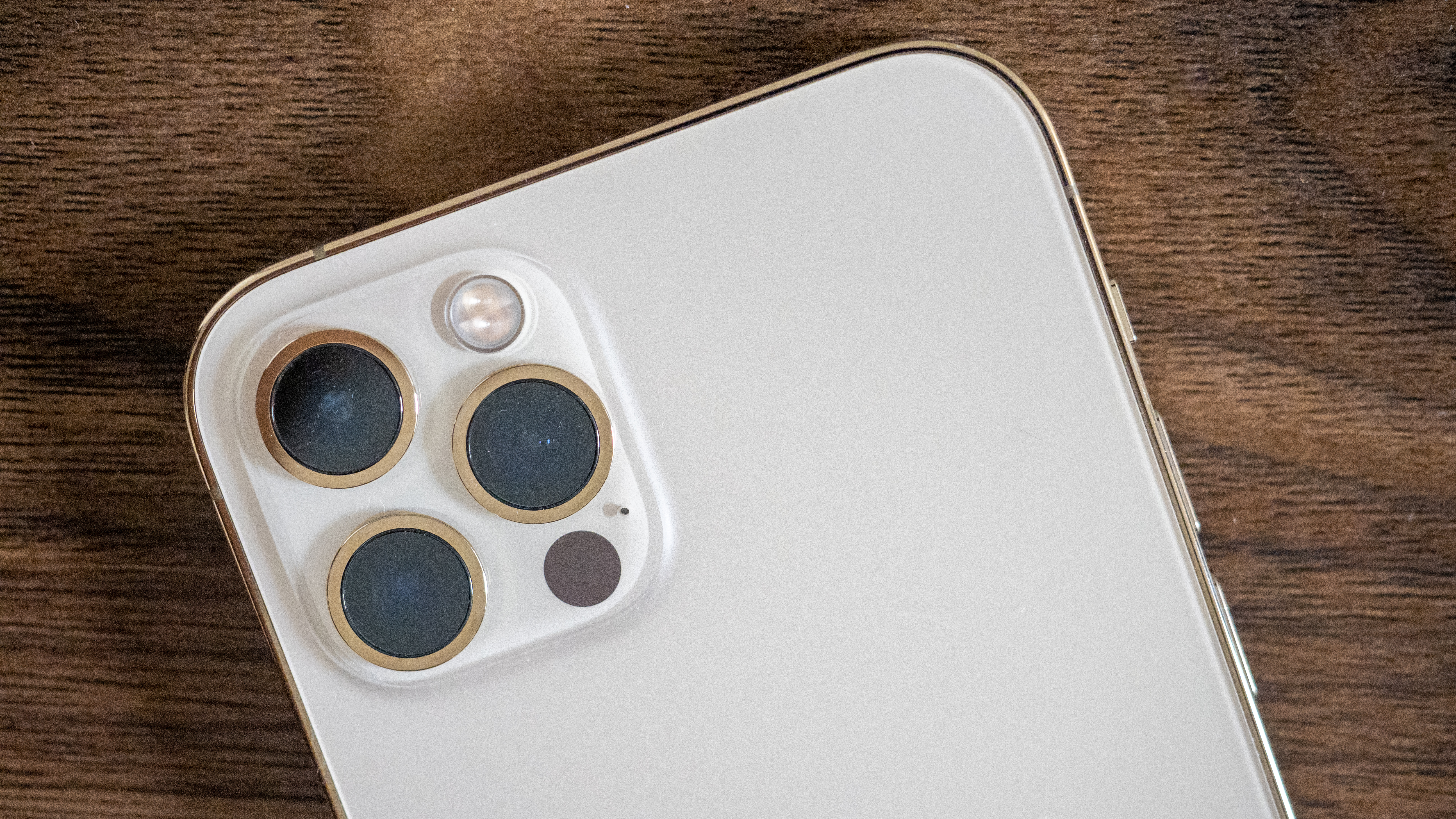
Appareil photo arrière d'un iPhone 12 Pro

Les iPhones 12 et 12 Mini disposent de deux appareils photo arrière de 12 mégapixels : grand angle et ultra grand angle. L'appareil photo grand angle est un équivalent d'un plein cadre de 26 mm avec une ouverture f/1.6 (qui capture 27 % de lumière en plus que l'ouverture f/1,8 de l'iPhone 11) et un objectif à sept éléments. L'appareil photo ultra-grand angle est un équivalent plein cadre de 13 mm avec une ouverture f/2,4 et un objectif à cinq éléments.
Les deux appareils photos arrière prennent désormais en charge le mode nuit pour les photos et les vidéos en pleine définition. Le mode Portrait est amélioré et fonctionne également avec le mode Nuit sur les iPhones 12 pro et 12 pro max. La fonction Smart HDR 3 est améliorée. La gamme d'iPhone 12 a également ajouté le mode nuit à l'appareil frontal.Les 12 Pro sont dotés de quatre objectifs : un appareil photo frontal et trois appareils à l'arrière, dont un Objectif de longue focale, un appareil grand angle et un appareil ultra grand angle. Ils sont également dotés d'un scanner LiDAR pour les services de réalité augmentée et d'amélioration des photos assistée par ordinateur. Les smartphones intègrent également le mode nuit pour l'enregistrement vidéo sur les quatre appareils. La vidéo en mode nuit prend en charge une définition allant jusqu'à 4K et un enregistrement à 60 images par seconde. Contrairement à ses prédécesseurs, où la seule différence est la taille de l'écran et de la batterie, le 12 Pro Max prend en charge la stabilisation d'image par décalage de capteur, et remplace l'ouverture f/2,0 par un objectif avec une ouverture f/2,2. Ce sont les premiers smartphones capables de filmer en Dolby Vision 4K.

### Processeur et mémoire
Les quatre smartphones sont équipés du SoC Apple A14 Bionic basée sur l'Architecture ARM, contiennent également un coprocesseur de mouvement Apple M14 et utilisent le modem 5G X 55 de Qualcomm,.
Les iPhone 12 et iPhone 12 Mini sont dotés d'options de stockage allant de 64 Go à 256 Go tandis que les iPhone 12 Pro et iPhone 12 Pro Max sont dotés d'options de stockage allant de 128 Go à 512 Go,.

## Logiciel
Les smartphones sont fournis avec iOS 14, qui est totalement repensé, comprenant une bibliothèque d'applications et des widgets. Depuis le 16 septembre 2024, les gammes iPhone 12 et iPhone 12 Pro sont compatible avec iOS 18.

## Problématique sur le DAS
L'Agence nationale des fréquences demande le retrait temporaire du smartphone sur le marché français à partir du 12 septembre 2023, à la suite d'un dépassement de la limite du débit d'absorption spécifique constaté avec ce modèle,,. Selon le ministre chargé du Numérique, Jean-Noël Barrot, le niveau mesuré reste inférieur au seuil de dangerosité mais il est prêt à ordonner le rappel de l'appareil s’il n’est pas mis aux normes via une mise à jour,.
Apple justifie la valeur rapporté par l'ANFR par la non prise en compte d'un mécanisme de détection de l'éloignement du corps présent sur les iPhones. Celui-ci permettrait de transmettre avec une puissance d'émission légèrement plus élevée lorsque le téléphone est posé.
Le 15 septembre 2023, le ministre annonce que la société met en place une mise à jour logicielle pour rendre le smartphone conforme aux normes,.

## Impact environnemental

### Empreinte carbone
L'iPhone 12 Pro a une empreinte carbone de 82 kg d'émissions de CO2, soit 6 kg de plus que l'iPhone 11 Pro. L'iPhone 12 Pro Max a une empreinte de 86 kg de CO2, soit une augmentation de 6 kg par rapport à l'iPhone 11 Pro Max. Sur l'ensemble des émissions, 86 % et 82 % des émissions générées par la production de l'iPhone 12 Pro et de l'iPhone 12 Pro Max respectivement sont dues à la production de l'appareil et à l'utilisation des ressources primaires, le reste des émissions étant généré par la première utilisation, le transport et le traitement en fin de vie,,,.
L'iPhone 12 a quant à lui une empreinte carbone de 70 kg d'émissions de CO2. L'iPhone 12 mini à une empreinte carbone de 64 kg d'émissions de CO2,.
De plus, la firme californienne a modifié l'emballage de ses iPhones en enlevant l'adaptateur secteur, ce qui a permis de rendre la boîte plus fine et donc de réduire les émissions liées au transport de l'iPhone. Cependant, cette nouvelle a suscité de nombreux débats du fait de ne pas avoir de choix d'avoir ou non un adaptateur dans la boîte. À noter que cette boîte plus fine est, en France, couverte d'une boîte plus épaisse contenant des écouteurs filaires en plus, conformément à la loi en vigueur.

### Réparation
Plusieurs semaines après sa sortie, iFixit et le Vidéaste web australien Hugh Jeffreys découvrent qu'un certain nombre de composants, tels que les appareils photos, fonctionnent mal ou affichent des avertissements s'ils sont remplacés par des éléments neufs ou provenant d'une unité donneuse identique. Des documents internes d'Apple mentionnent également depuis l'iPhone 12 et les modèles suivants, les techniciens spécialisés sont autorisés à faire passer les téléphones par un outil interne de configuration du système pour les reprogrammer afin de tenir compte des modifications matérielles. Bien qu'Apple n'ait pas encore fait de commentaire sur la question, l'impossibilité de remplacer des composants clés du système suscite des inquiétudes quant au droit à la réparation et à l'obsolescence programmée.